# Estación de Erustes
Erustes es una estación ferroviaria situada en el municipio español de Erustes en la provincia de Toledo, comunidad autónoma de Castilla-La Mancha. En la actualidad carece de servicios de viajeros y cumple únicamente funciones logísticas.

## Situación ferroviaria
Las instalaciones se encuentran situadas en el punto kilométrico 103,4 de la línea férrea que une Madrid con Valencia de Alcántara, a 553 metros de altitud, entre las estaciones de Torrijos y de Monteagarón. El kilometraje se corresponde con el trazado clásico entre Madrid y la frontera portuguesa por Talavera de la Reina y Cáceres. El tramo es de vía única y está sin electrificar.

## Historia
La estación fue inaugurada el 13 de julio de 1876 con la apertura al tráfico del tramo Talavera de la Reina-Torrijos de la línea que pretendía conectar la capital de España con Malpartida de Plasencia, buscando así un enlace con la frontera portuguesa más directo al ya existente por Badajoz. Las obras corrieron a cargo de la Compañía del Ferrocarril del Tajo. En 1880 dicha compañía pasó a ser conocida bajo las siglas MCP que aludían al trazado Madrid-Cáceres-Portugal una vez finalizadas las obras de las líneas Madrid-Malpartida, Malpartida-Cáceres y Cáceres-Frontera.
A pesar de contar con este importante trazado que tenía en Madrid como cabecera a la estación de Delicias la compañía nunca gozó de buena salud financiera siendo intervenida por el Estado en 1928 quien creó para gestionarla la Compañía Nacional de los Ferrocarriles del Oeste. En 1941, con la nacionalización de la totalidad de la red ferroviaria española la estación pasó a ser gestionada por RENFE. Desde el 31 de diciembre de 2004 Renfe Operadora explota la línea mientras que Adif es la titular de las instalaciones ferroviarias.

## La estación

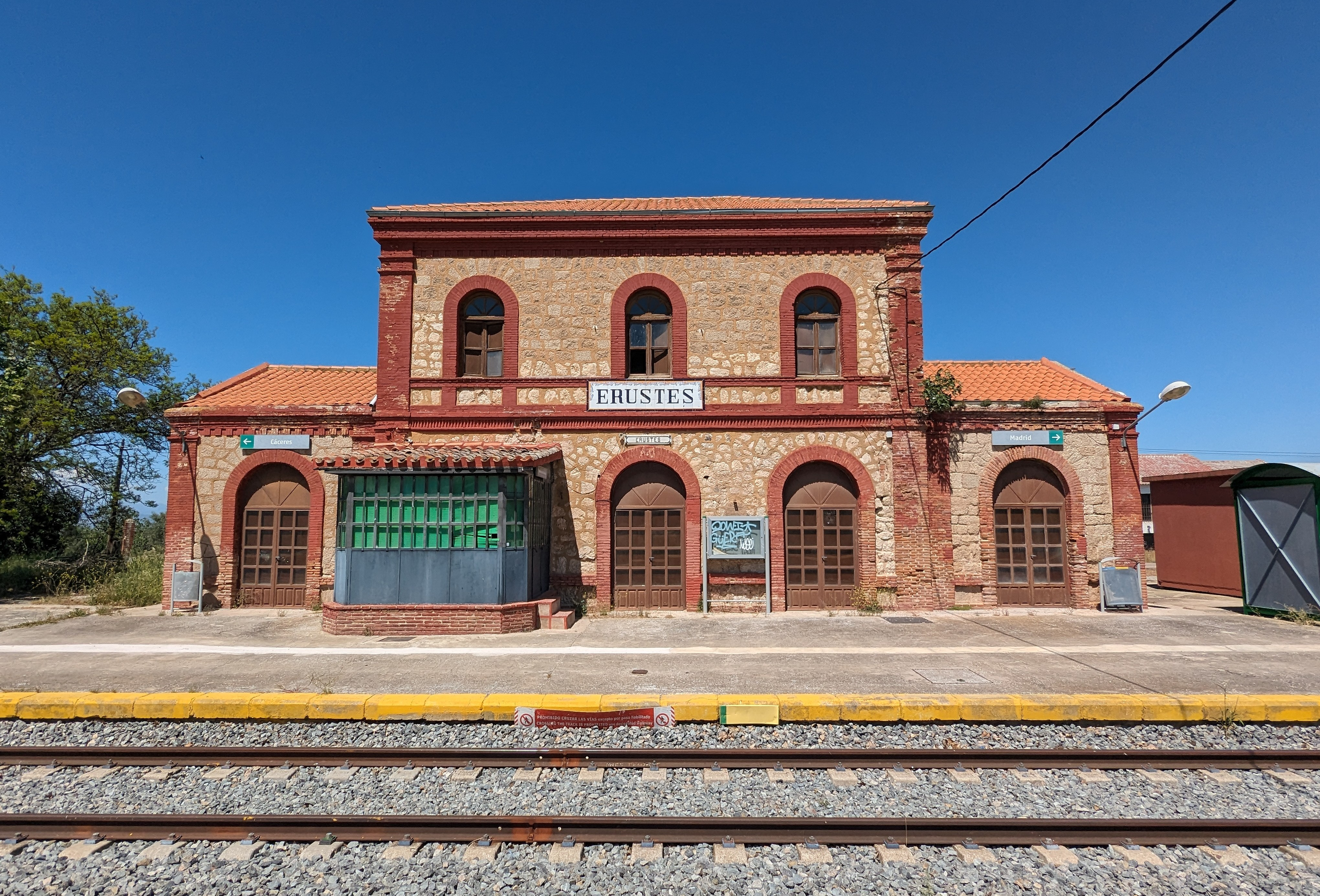
Edificio de viajeros

La estación cuenta con una vía general y otra de apartadero, teniendo otra vía de apartado en desuso. En 2017 se levantó la vía que daba acceso a los ya desaparecidos muelles de carga, así como al silo de almacenaje de forraje para ganado. El edificio de viajeros, aunque cerrado al público, se halla en razonable estado de conservación. Al ser un apeadero de facto, no parte el cantón de más de 30 km entre Talavera y Torrijos.
En las cercanías de la estación se encuentra situado un silo de trigo de la Red Nacional de Silos y Graneros.